# ویلو برنچ (ایندیانا)
ویلو برنچ (به انگلیسی: Willow Branch) یک منطقهٔ مسکونی در ایالات متحده آمریکا است که در شهرستان هنکاک، ایندیانا واقع شده‌است. ویلو برنچ ۲۸۴٫۹۹ متر بالاتر از سطح دریا واقع شده‌است.